# تپه دولت‌آباد ۱
تپه دولت‌آباد ۱ در شهرستان تفرش، بخش فراهان، روستای دولت‌آباد واقع شده و این اثر در تاریخ ۱۹ مرداد ۱۳۸۴ با شمارهٔ ثبت ۱۲۸۴۷ به‌عنوان یکی از آثار ملی ایران به ثبت رسیده است.